# Livesport Prague Open 2025
Livesport Prague Open 2025 byl tenisový turnaj na ženském profesionálním okruhu WTA Tour, hraný na tvrdém povrchu GreenSet v areálu TK Sparta Praha. Denní kapacita areálu činila 2,5 tisíce diváků. Šestnáctý ročník Prague Open probíhal mezi 21. a 26. červencem 2025 v českém hlavním městě Praze.
Turnaj dotovaný 275 094 dolary patřil do kategorie WTA 250. Nejvýše nasazenou singlistkou se opět stala dvacátá třetí tenistka žebříčku Linda Nosková, která do dvouhry zasáhla počtvrté. Podruhé skončila jako poražená finalistka. Poslední přímou účastnicí, která se v době uzávěrky kvalifikovala do hlavní soutěže, byla americká 84. hráčka klasifikace Bernarda Peraová. Před začátkem se odhlásila. Ve dvouhře absentovaly tři z šesti Češek postavených v první světové stovce žebříčku WTA,   Karolína Muchová (14.), Markéta Vondroušová (65.) a Barbora Krejčíková (78.).
Titulárním partnerem se popáté stala technologická společnost Livesport. V důsledku invaze Ruska na Ukrajinu na konci února 2022 řídící organizace tenisu ATP, WTA a ITF s grandslamy rozhodly, že ruští a běloruští tenisté mohli na okruzích dále startovat, ale do odvolání nikoli pod vlajkami Ruska a Běloruska.
Druhý pražský i kariérní titul z dvouhry okruhu WTA Tour vybojovala 27letá Češka Marie Bouzková, která navázala pražskou trofej z roku 2022. V rámci ročníků hraných na okruhu WTA se stala první vícenásobnou šampionkou pražského turnaje. Čtyřhru ovládly Ukrajinka Nadija Kičenoková s Japonkou Makoto Ninomijovou. Po triumfu z předcházejícího Hamburg Open získaly druhou trofej v řadě.

## Rozdělení bodů a finančních odměn

### Rozdělení bodů
| Soutěž  | Soutěž       | vítězky | finalistky | semifinalistky | čtvrtfinalistky | 16 v kole | 32 v kole | Q  | Q2 | Q1 |
| ------- | ------------ | ------- | ---------- | -------------- | --------------- | --------- | --------- | -- | -- | -- |
| dvouhra | [ 9 ] [ 10 ] | 250     | 163        | 98             | 54              | 30        | 1         | 18 | 12 | 1  |
| čtyřhra | [ 11 ]       | 250     | 163        | 98             | 54              | 1         | —         | —  | —  | —  |

### Finanční odměny
| Soutěž                                | Soutěž       | vítězky  | finalistky | semifinalistky | čtvrtfinalistky | 16 v kole | 32 v kole | Q2      | Q1      |
| ------------------------------------- | ------------ | -------- | ---------- | -------------- | --------------- | --------- | --------- | ------- | ------- |
| dvouhra                               | [ 9 ] [ 10 ] | 36 300 $ | 21 484 $   | 11 970 $       | 6 815 $         | 4 160 $   | 2 975 $   | 2 200 $ | 1 420 $ |
| čtyřhra                               | [ 11 ]       | 13 200 $ | 7 430 $    | 4 260 $        | 2 540 $         | 1 960 $   | —         | —       | —       |
| částky ve čtyřhře jsou uvedeny na pár |              |          |            |                |                 |           |           |         |         |

## Ženská dvouhra

### Nasazení
| Stát                             | Hráčka                 | WTA | Nasazení |
| -------------------------------- | ---------------------- | --- | -------- |
| Česko                            | Linda Nosková          | 23. | 1.       |
| Slovensko                        | Rebecca Šramková       | 33. | 2.       |
| Ukrajina                         | Dajana Jastremská      | 39. | 3.       |
| Čína                             | Wang Sin-jü            | 40. | 4.       |
| Česko                            | Marie Bouzková         | 46. | 5.       |
| Arménie                          | Elina Avanesjanová     | 53. | 6.       |
| Rumunsko                         | Elena-Gabriela Ruseová | 57. | 7.       |
| USA                              | Alycia Parksová        | 59. | 8.       |
| USA                              | Ann Liová              | 65. | 9.       |
| Žebříček WTA k 14. červenci 2025 |                        |     |          |

### Jiné formy účasti
Následující hráčky obdržely divokou kartu:
- Lucie Havlíčková
- Barbora Palicová
- Dominika Šalková
- Laura Samson[2]

Následující hráčky postoupily z kvalifikace:
- Anastasija Gasanovová
- Mai Hontamová
- Kao Sin-jü
- Alena Kovačková
- Jesika Malečková
- Astra Sharmaová

Následující hráčky postoupily z kvalifikace jako šťastné poražené:
- Jessika Ponchetová
- Lucrezia Stefaniniová
- Nina Stojanovićová

### Odhlášení
před zahájením turnaje
- Erika Andrejevová → nahradila ji  Sára Bejlek
- Elina Avanesjanová → nahradila ji  Nina Stojanovićová
- Anna Bondárová → nahradila ji  Jessika Ponchetová
- Jéssica Bouzasová Maneirová → nahradila ji  Aoi Itóová
- Lucia Bronzettiová → nahradila ji  Harriet Dartová
- Jaqueline Cristianová → nahradila ji  Elisabetta Cocciarettová
- Dajana Jastremská → nahradila ji  Lucrezia Stefaniniová
- Eva Lysová → nahradila ji  Léolia Jeanjeanová
- Anastasija Pavljučenkovová → nahradila ji  Tereza Valentová
- Bernarda Peraová → nahradila ji  Priscilla Honová

## Ženská čtyřhra

### Nasazení
| Stát                                                                         | Hráčka              | Stát     | Hráčka                 | WTA  | Nasazení |
| ---------------------------------------------------------------------------- | ------------------- | -------- | ---------------------- | ---- | -------- |
| Rumunsko                                                                     | Monica Niculescuová | Rumunsko | Elena-Gabriela Ruseová | 126. | 1.       |
| Ukrajina                                                                     | Nadija Kičenoková   | Japonsko | Makoto Ninomijová      | 129. | 2.       |
| USA                                                                          | Quinn Gleasonová    | Brazílie | Ingrid Martinsová      | 135. | 3.       |
| Česko                                                                        | Anastasia Dețiuc    | Gruzie   | Oxana Kalašnikovová    | 145. | 4.       |
| Žebříček WTA k 14. červenci 2025; číslo je součtem umístění obou členek páru |                     |          |                        |      |          |

### Jiné formy účasti
Následující páry obdržely divokou kartu:
- Lucie Havlíčková /  Laura Samson
- Dominika Šalková /  Tereza Valentová

Následující pár nastoupil z pozice náhradníka:
- Kjóka Okamurová /  Jessika Ponchetová

### Odhlášení
před zahájením turnaje
- Monica Niculescuová /  Elena-Gabriela Ruseová → nahradily je  Kjóka Okamurová /  Jessika Ponchetová

## Přehled finále

### Ženská dvouhra
- Marie Bouzková vs.  Linda Nosková, 2–6, 6–1, 6–3

### Ženská čtyřhra
- Nadija Kičenoková /  Makoto Ninomijová  vs.  Lucie Havlíčková /  Laura Samson, 1–6, 6–4, [10–7]